# Río Tambre
Río Tambre este o arie protejată (arie specială de conservare — SAC, sit de importanță comunitară — SCI) din Spania întinsă pe o suprafață de 583,25 ha, integral pe uscat.

## Localizare
Centrul sitului Río Tambre este situat la coordonatele 42°57′47″N 8°26′24″W / 42.963°N 8.4401°V.

## Înființare
Situl Río Tambre a fost declarat sit de importanță comunitară în decembrie 2000 pentru a proteja 2 specii de plante și 24 de specii de animale. Situl a fost protejat și ca arie specială de conservare în martie 2014.

## Biodiversitate
Situată în ecoregiunea atlantică, aria protejată conține 11 habitate naturale: Pseudostepă cu ierburi și specii anuale de Thero-Brachypodietea, Pajiști uscate europene, Pajiști cu Molinia pe soluri calcaroase, turboase sau argilos-nămoloase (Molinion caeruleae), Râuri cu maluri nămoloase cu vegetație de Chenopodion rubri p.p. și Bidention p.p., Cursuri de apă de la nivel de câmpie la nivel montan, cu vegetație Ranunculion fluitantis și Callitricho-Batrachion, Fânețe de joasă altitudine (Alopecurus pratensis, Sanguisorba officinalis), Roci stâncoase cu vegetație pionieră de Sedo-Scleranthion sau Sedo albi-Veronicion dillenii, Păduri de stejar galițio-portugheze cu Quercus robur și Quercus pyrenaica, Păduri aluvionare cu Alnus glutinosa și Fraxinus excelsior (Alno-Padion, Alnion incanae, Salicion albae), Liziere de ierburi înalte hidrofile de câmpie și de nivel montan până la alpin, Pante stâncoase silicioase cu vegetație casmofită.
La baza desemnării sitului se află mai multe specii protejate:
- plante (2): Narcissus cyclamineus, Sphagnum pylaesii
- păsări (9): uliu porumbar (Accipiter gentilis), pescăruș albastru (Alcedo atthis), rață mare (Anas platyrhynchos), cucuvea (Athene noctua), Cettia cetti, mierla de apă (Cinclus cinclus), ciocârlie de pădure (Lullula arborea), cormoran mare (Phalacrocorax carbo), silvie de tufiș (Sylvia undata)
- amfibieni (2): Chioglossa lusitanica, Discoglossus galganoi
- mamifere (4): Galemys pyrenaicus, vidră de râu (Lutra lutra), liliacul mare cu potcoavă (Rhinolophus ferrumequinum), liliacul mic cu potcoavă (Rhinolophus hipposideros)
- nevertebrate (6): Coenagrion mercuriale, Elona quimperiana, Geomalacus maculosus, rădașcă (Lucanus cervus), Macromia splendens, Oxygastra curtisii
- pești (2): Achondrostoma arcasii, Pseudochondrostoma duriense
- reptile (1): Lacerta schreiberi

Pe lângă speciile protejate, pe teritoriul sitului au mai fost identificate 2 specii de păsări, 3 specii de amfibieni, 2 specii de mamifere, 3 specii de reptile.